# バター
バター（英: butter）とは、牛乳から分離したクリームを練って固めた食品である。漢字名は「牛酪（）」と言う。

## 概説
バターは牛乳から分離したクリームを凝固させた（練るなどして固めた）食品である、乳製品の一種。常温ではわずかに黄色味をおびた白色の固体。主成分は脂肪（乳脂肪）である。ビタミンAをはじめ各種ビタミンや栄養素を豊富に含んでいる。100グラムのバターを得るために、原料乳は約4.8リットル必要とされる。
バターを意味する英語の「butter」は広義には、何らかの乳を原料とし、クリームを得て、乳中の脂肪分を凝固させたものを広く指している。だが、日本語「バター」の語源である英語「butter」という語はラテン語「butyrum」を由来とし、牛（ウシ）のチーズを意味するギリシャ語「boutyron」が由来である。また漢語では牛酪である。これらの表記からも明らかなように、バターはウシの乳汁（牛乳）を原料とするのが一般的である。なお、ウシ以外の乳汁を原料としたバターもあるものの、本稿では以降、特に断りがない限り、牛乳を原料としたバターについて記述する。
日本では低脂肪乳が好まれるようになり、副産物の乳脂肪は生産過剰気味と言われていたが、2007年末からしばらくの間、乳牛の生産調整などの悪条件が重なり、バター不足が発生した。詳細についてはバター不足を参照のこと。

## 種類
原料乳を乳酸発酵させてから作る「発酵バター」（醗酵クリームバター）と、発酵させずそのまま作る「無発酵バター」（スイートクリームバター）とがあり、それぞれに食塩を添加した「有塩バター」と添加しない「食塩不使用」バターがあり、都合4種類に分かれる。
|                                   | 発酵                   | 無発酵                                            |
| --------------------------------- | ---------------------- | ------------------------------------------------- |
| 有塩                              | 発酵・有塩バター       | 無発酵・有塩バター （日本で通常市販されるバター） |
| 食塩不使用 （かつての無塩バター） | 発酵・食塩不使用バター | 無発酵・食塩不使用バター                          |

食塩不使用バターは、かつて「無塩バター」と称していたが、無塩で製造しても生乳に由来する塩分が微量含まれることから、厚生労働省の栄養表示基準により食品の正規表示が求められ、「無塩」という言葉が使えなくなった。
日本で市販されているバターは「無発酵、有塩」または「無発酵、食塩不使用」が多い。
有塩バターの場合は、1.8%以下の食塩が加えられている。
発酵バターは手間がかかり高額製品が多いこともあり、流通量は少ない。

## 性質
| 項目                 | 分量 ( g) |
| -------------------- | --------- |
| 脂肪                 | 81.11     |
| 飽和脂肪酸           | 51.368    |
| 4:0（酪酸）          | 03.226    |
| 6:0（カプロン酸）    | 02.007    |
| 8:0（カプリル酸）    | 01.19     |
| 10:0（カプリン酸）   | 02.529    |
| 12:0（ラウリン酸）   | 02.587    |
| 14:0（ミリスチン酸） | 07.436    |
| 16:0（パルミチン酸） | 21.697    |
| 18:0（ステアリン酸） | 09.999    |
| 一価不飽和脂肪酸     | 21.021    |
| 18:1（オレイン酸）   | 19.961    |
| 多価不飽和脂肪酸     | 03.043    |
| 18:2（リノール酸）   | 02.728    |
| 18:3（α-リノレン酸） | 00.315    |

- バターに含まれる脂肪酸は様々な種類がある（融点がバラバラな脂肪酸が含まれている）。ただし、パルミチン酸が3割弱、オレイン酸が4分の1弱、ミリスチン酸とステアリン酸が1割強を占めており、以上の4種で、バターに含まれる脂肪酸のほぼ75 %を占めている。このため、次のような性質を持つ。
  - 酸化によって劣化する。
  - 冷蔵庫等で冷やすと、バターナイフで切るのに多少力が要るほど固くなる。
  - 15℃前後になると、可塑性のある状態となる。
  - 室温（20℃程度）にすると、固体脂指数が15 %に近づき、十分に軟らかい状態となる。パンに塗ったり、洋菓子を作ったりする際にはこの状態がよく使われる。
  - 30℃前後になると、融解が始まる。
  - 40℃に近づくと、固体脂指数は0 %、つまり完全に液体となる。なお、この液体になった状態のバターを「溶かしバター」と言う。
- 溶かしバターを凝固しない温度で放置すると、乳脂肪以外の蛋白質など（乳漿）が底に沈む。上澄みは透き通った黄色っぽい色をしており、これを「澄ましバター」と言う。澄ましバターは、通常のバターでは風味が強すぎるような場合に使われる。
- 独特の香りを持つ。なお、醗酵バターの香り成分としては、ジアセチルなどが知られる。バターのジアセチルの含有量は、ヨーグルト、ラム、赤ワイン、コニャックに次ぐ[3]。マーガリンをバターに似せるために、ジアセチルの香料が使われている。
- バターの薄い黄色は牛の飼料（牧草）に含まれるカロテンが乳脂肪に蓄積したもの。夏場などに青草を食べた牛のバターは黄色みが強くなり、冬場などに干し草を食べた牛のバターは白色が増す[4][5]。
- クリーミング性。バターを撹拌して、空気を含ませることができる性質。パウンドケーキなどのお菓子作りで空気を含ませることでふっくらとした食感となる。
- ショートニング性。クリーム状にしたバターが薄いフィルム状に伸びる性質。生地の中に薄く広がることで余分なグルテンの形成を防ぎ、サクサクとした食感となる。

## 製造方法
1. 牛乳からクリームを分離する。
2. 攪拌機に入れて攪拌し、脂肪の塊をつくる。
3. 冷水で洗浄し、脂肪分以外のバターミルクを除去する。
  - アメリカ合衆国等ではこのバターミルクは無駄にせずスーパーマーケット等で市販されており、消費者は購入することができる。

手作りの場合
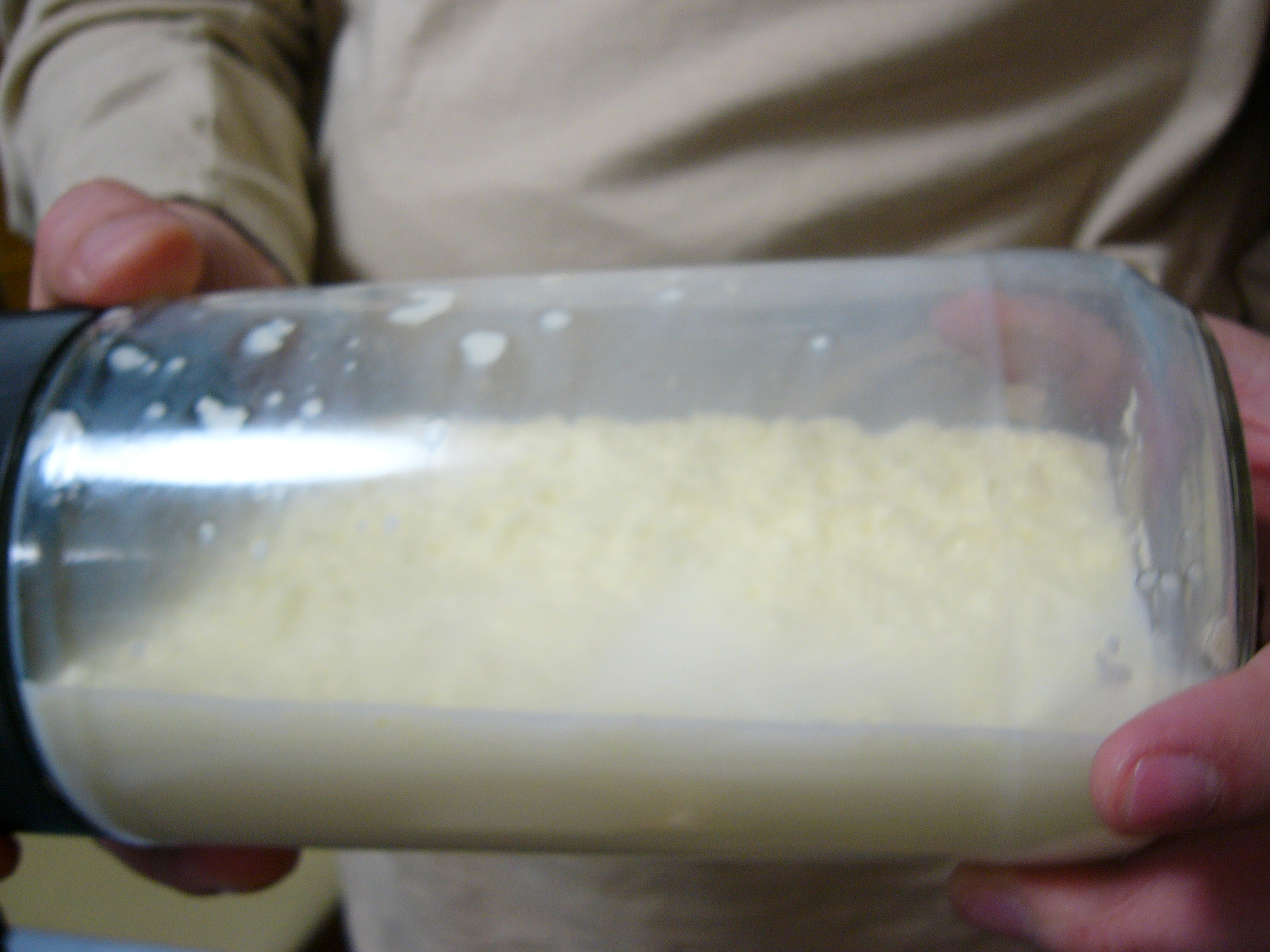
動物性の生クリームなどを瓶に入れ、暫く振ると、脂肪が分離する。
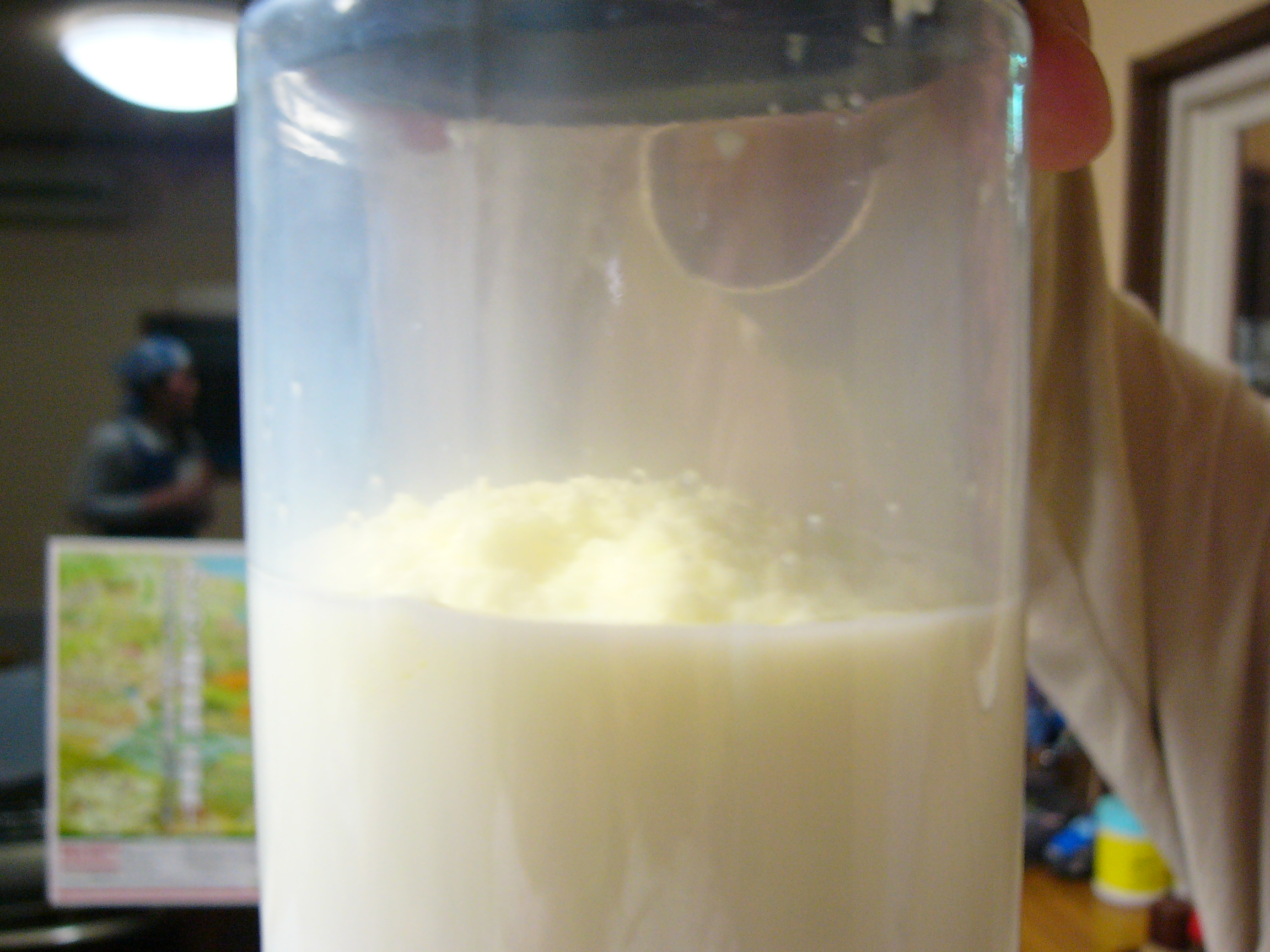
分離した脂肪がくっつきだし、振ったときの感触が変わる。
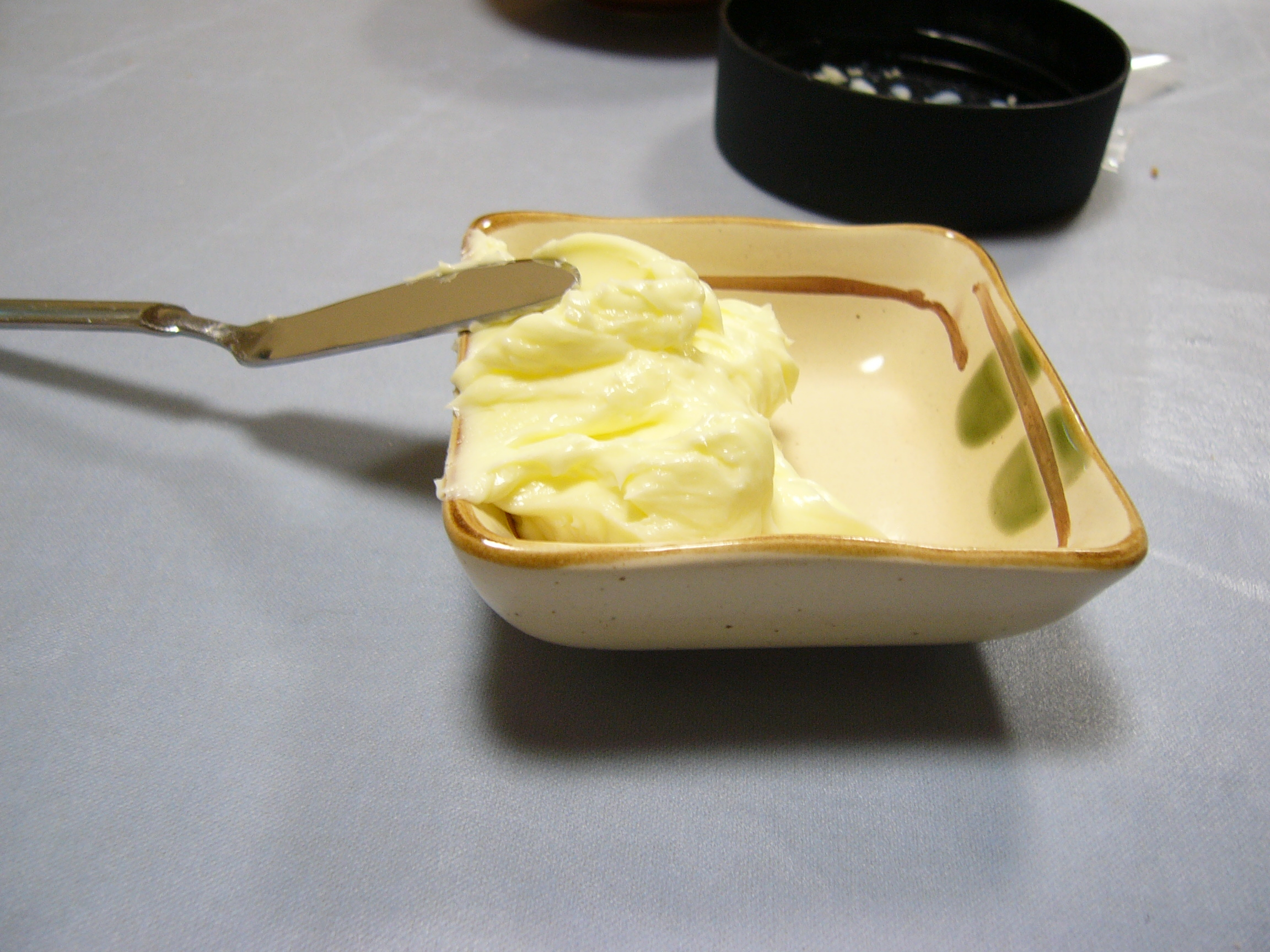
練って水分を抜いた後、好みで塩を入れて完成した手作りバター。

- なお乳脂肪の粒子同士がくっついて分離することを防ぐ「均質化」（Homogenization）の工程を経ている牛乳についてはクリームを分離することができない。日本で市販されている牛乳については、「ノンホモ(ジナイズド)」等の表示があるものからならば自宅で牛乳から作ることが可能であり、その表示が無い牛乳の場合はこの均質化を受けており、作ることは困難である。
- ミキサーで撹拌すると瓶に入れて振るよりも手早くできる。また、ホイップクリーム（Chantilly cream）をミキサーで製造中に、過度の撹拌のために脂肪分が固まることがある。

なお家庭でも上記の方法で市販の動物性生クリームから作ることも可能だが、市販品に比べて割高となる。

## 保存法
10℃以下での保存が望ましいとされる。冷凍庫に入れておくと長持ちする。レストランなどではバターディッシュやバタークーラーなどの容器に入れてテーブルに供されることもある。

## 歴史

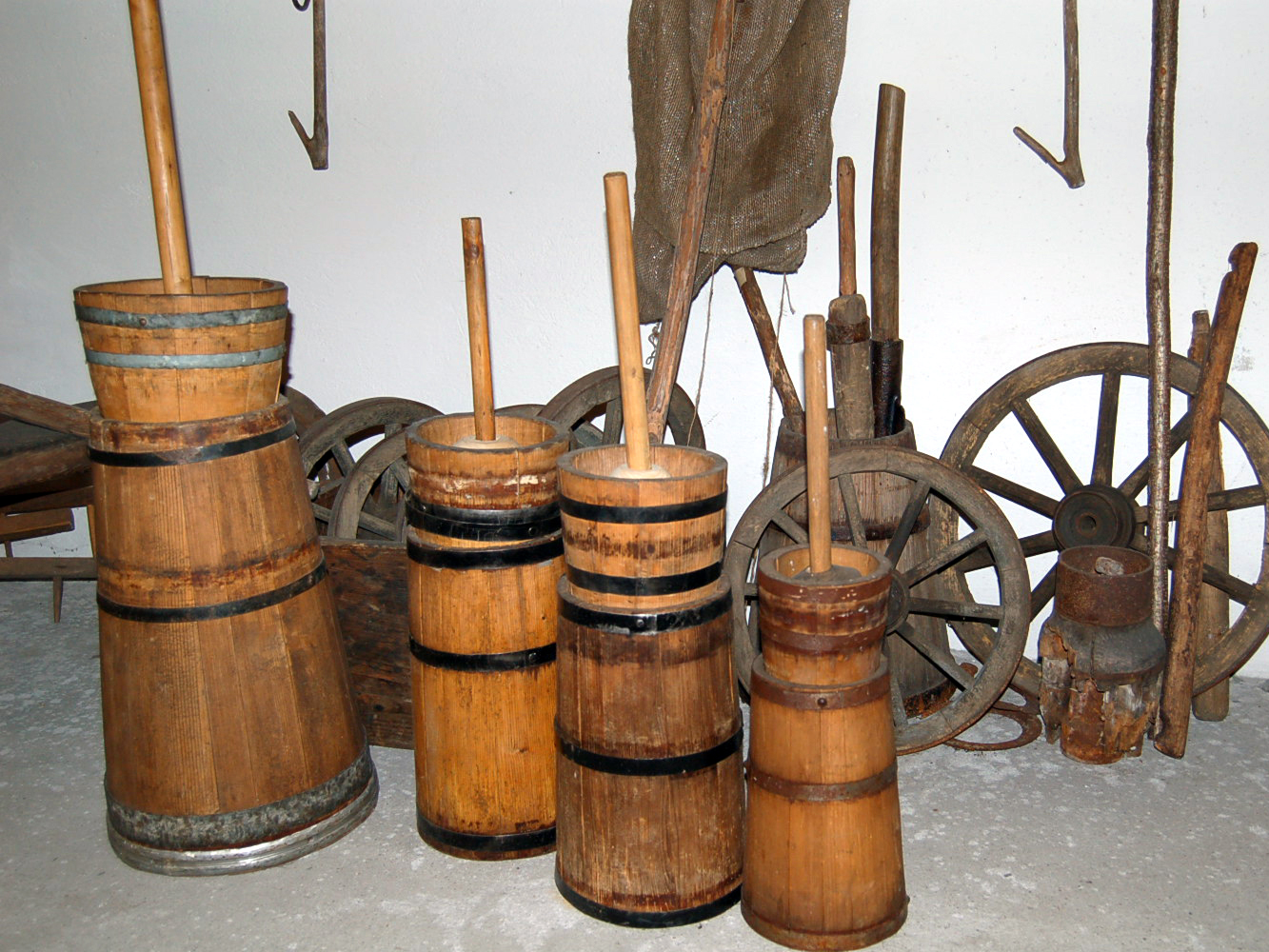
かつてのヨーロッパでバター製造に使われた桶。中にクリームを入れ、中央の棒を上下させて攪拌する

起源は不明とされているが、少なくともメソポタミア文明の時代（紀元前5世紀頃）には存在していたと考えられており、『聖書』や『マハーバーラタ』（乳脂として）にも記述が見られる。
バターが作られた当初は皮製の袋に生乳を入れて木に吊るし、棒で打って揺すって作っていたと見られる。その後、バターはケルト、ヴァイキング、ベドウィンといった牧畜の盛んな諸民族へと伝わっていった。
バターは、古代ギリシア時代にスキタイから地中海世界に渡り、「牛のチーズ」を意味する「ブトゥルム」と呼ばれた。野蛮人の食べ物と見られたこと、オリーブオイルが普及していたこと、チーズと違い保存性がないことなどから、髪や体に塗る薬、化粧品、潤滑油として、ごく一部で使われていた。
南ヨーロッパでは中世になっても、バターはほとんど知られておらず、イタリアの料理書にバターが登場するのは15世紀になってからのことである。ピレネー・アルプス山脈以北のヴァイキングとノルマン人の征服を受けた地域からバターは定着し始め、14世紀にかけてオランダ、スイスへと広がったが、ノルマン系ではない貴族にとっては「野蛮人の食べ物」という見方は変わらず、貧しい者の食べ物とみなされていた。フランスで本格的に食用として利用され出すと、ようやく貴族もバターを食べ始めた。

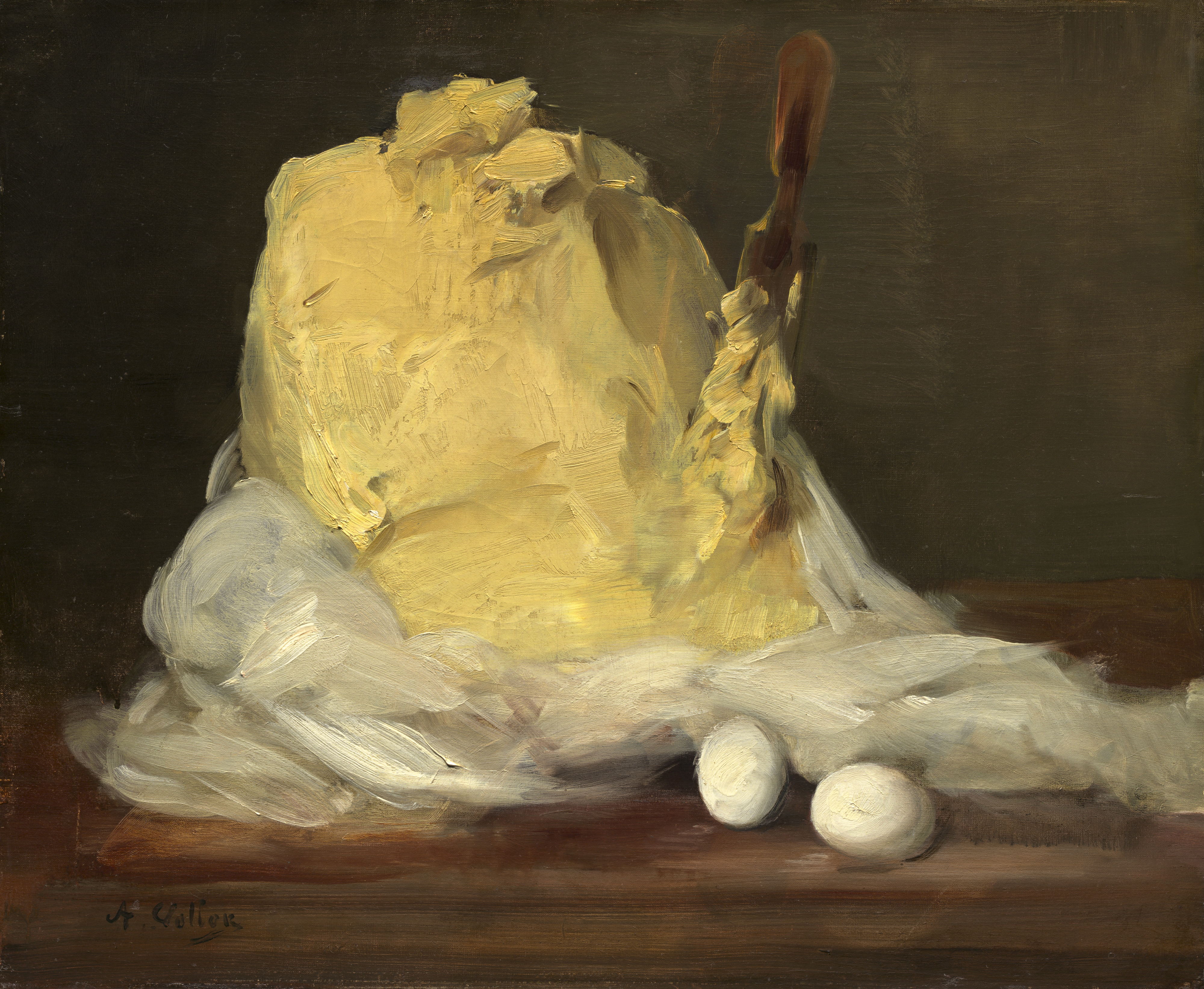
アントワーヌ・ヴォロン『バターの山』

歴史学者のジャン・ルイ・フランドランは14世紀から17世紀のヨーロッパにおけるバター・オイル圏を画定しており、現在でもヨーロッパでは「オリーブオイルが主流の地域」と「バターが主流の地域」がはっきりと分かれている。基本的に、バターを保存しやすい寒冷な土地でバターが普及していると見てもいい。それ故、スカンジナビアでは少なくとも12世紀頃にバターの輸出が始まった。
12世紀にサン＝ドニのキリスト教司祭により、四旬節の期間中にバターを食べることが「肉断ち」の禁を犯すかどうか、初めて問題提起された。その後、14世紀になって正式に罪になると決められた。既にバターに慣れ親しんでいた地域の貴族や富裕層は禁欲日にバターを食べる贖宥状を取り付け、そのための寄進でカトリック教会は大いに潤った。ジャン・ルイ・フランドランは、16世紀の宗教改革とバター・オイル文化圏の地図上の関連について指摘している。
また、バターはランプの油の代用ともされた。ルーアンにあるルーアン大聖堂の「バターの塔」は16世紀の四旬節に実際にランプの油にバターを使っていたことからこう名付けられたとされる。
日本では、江戸時代に徳川吉宗、明治時代にはエドウィン・ダンがバターを試作している。江戸時代にはごくわずかではあるが生産されており、オランダ語に由来する「ぼうとろ」、あるいは「白牛酪」という名称で呼ばれ、削って食べたり、湯に溶かして飲んでいた。明治維新後、政府が外国人相手に乳製品を供給する目的として酪農を開始したことで、本格的にバターが普及した。
19世紀末、戦争の混乱でバターの価格が高騰し、ナポレオン3世の命令で、バターの安価な代用品としてマーガリンが作られた。

## 用途

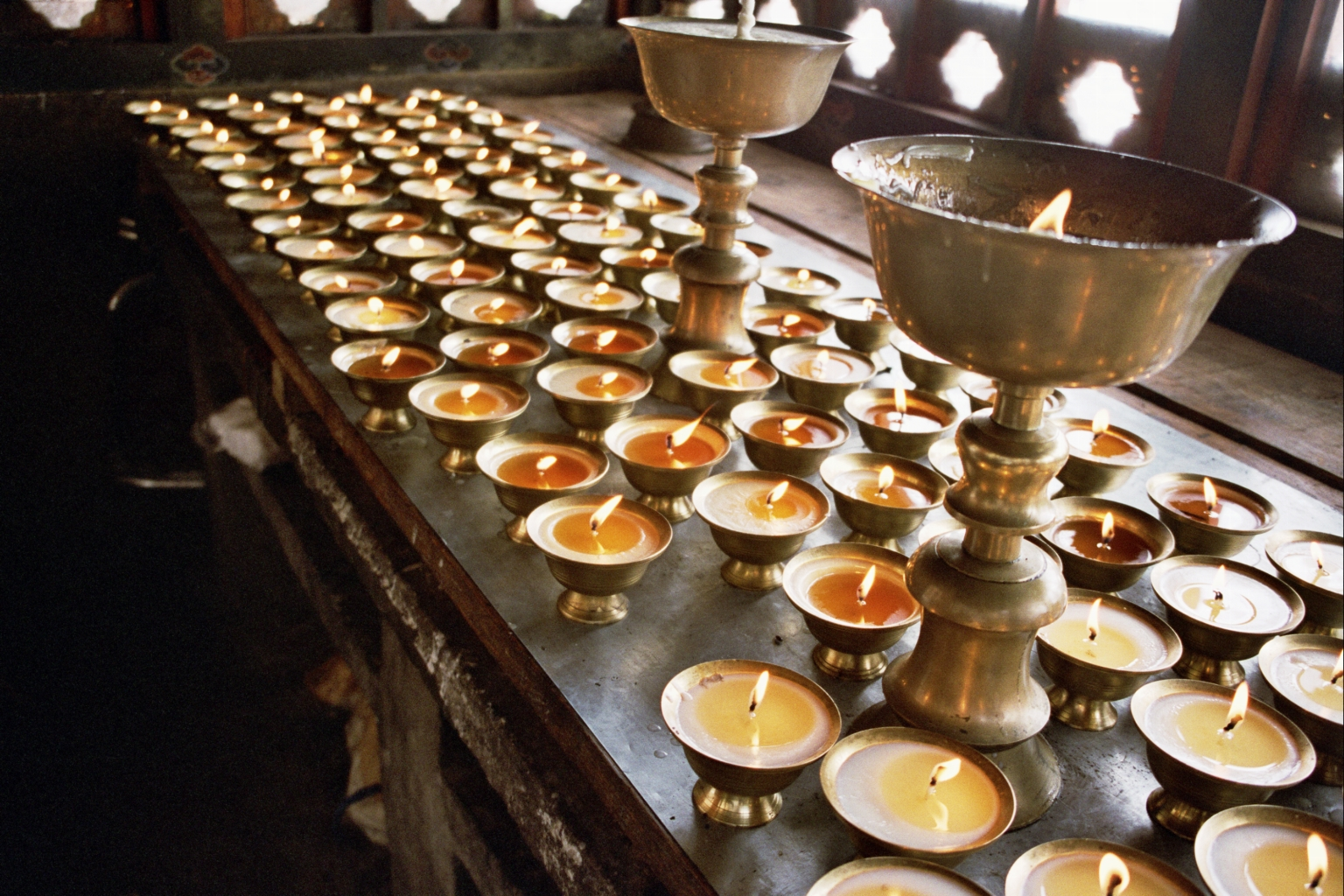
チベット仏教で用いられるバターランプ

調味料のほか、パンなどのスプレッド、ソースの材料、食用油（ソテーの焼き油や炒め油等）といった用途に幅広く使われる。特に小麦粉との相性が極めて良い。小麦粉を主原料とした食品、料理であればほぼ何にでも合うが、有塩と食塩不使用で用途が異なることもある。
食塩不使用バターは洋菓子によく使われる。トーストやホットケーキなどに使うものは有塩のものが多いが、塩分を控えている人などや、文化圏によっては食塩不使用のものを使う場合もある。
そのほか、様々な食材や香辛料などを加えたバターもある。たとえばバターの中にレーズンを入れたレーズンバターもある。クラッカーの上などにその塊を乗せて食べる場合などに利用される。パセリバター、レモンバター、にんにくバターなどもあり、オードブルのほかにステーキやカレーライスなどに添えられる。日本では安納芋（サツマイモの一種）、ウニなどの海産物とブレンドした「食べるバター」が各種製造・販売されている。
ラードの代わりとしてラーメンに使われることもある。香港や台湾の「ラードごはん」のように、米飯にバターと醤油をまぶして食べる人もいる（バターご飯）。
アメリカではバターを衣で包んで揚げた揚げバターと呼ばれるスナック菓子も作られている。

### バタークリーム
バターに砂糖、さらに卵白あるいは卵黄を練り合わせ、空気を入れて撹拌させてクリーム状にしたものはバタークリームと呼ばれ、ケーキのアイシング（糖衣）や詰め物に使われる。
冷蔵・冷凍設備が普及し、生クリームでデコレーションすることが容易になるまでは、バタークリームを使うことが多かった。ただし、純正のバターではなく、マーガリンやショートニングを使用してクリームに加工したものもあった。

### バターランプ
既述の通り、歴史的にはランプの燃料として使用された例もある。またチベット仏教の寺院では、蝋燭ではなくバターランプ (Butter lamp) が使われる。

## 代用バター

### マーガリン
マーガリンは 植物油など他の材料から作られ、バターの安価な代替品として使われる場合がある。マーガリンは冷蔵庫内などの低温下においても固くならない性質があり、使用しやすい面がある。多くのマーガリンには香料が使用されており、加熱すると風味が飛んでしまうが、バターは却って風味が増す。口語ではマーガリンを指してバターと呼ぶこともあるが、誤用である。

### 本バター
ピーナッツバターのように用途や外観は似ているがバターを含まない食品や、バターピーナッツなど実際にはパーム油などが使われるがバターに似た風味を持たせた食品に名前が使われることもある。マーガリン等と区別するため、本来のバターを「本バター」と呼称することもある。
その他の類似のものとして、ジアセチルという食品用香料もあり、バター風味のポップコーンなどに多く用いられている。

## 生産地と生産量
インド 433万トン、EU圏 206万トン、アメリカ 82万トン、ニュージーランド 47万トン、日本 6.3万トン。（2011年）
インドではヒンドゥー教の教義によって、牛肉の食用が制限されているため、菜食主義者が多い。彼らは足りない栄養を主に殺生せずに得られる牛乳やバターで補う。

## バター不足

### 日本
日本では2007年末からバターの原材料である生乳（酪農家が牛から搾る乳）生産量の減少によりバター不足が業界各メーカーで発生している。これは以前の牛乳余剰を原因とする2006年度からの生産調整で乳牛が削減されているのに加え、国内の猛暑や輸入元のオーストラリアやヨーロッパの旱魃により生産が減少したためである。各メーカーでは出荷数量の制限や価格の改定を実施している。
小売店においても特売の減少や一人当たりの購入数量の制限、在庫切れによる販売中止など、一般消費者にも影響が生じている。またバターを使用したケーキ類の値上げなどの影響も出た。
これらのバター不足に対して当時の農林水産大臣だった若林正俊は、乳業メーカーに対してバターの増産を要請した。また、農畜産業振興機構は業務用の冷凍バターの輸入を前倒しして実施し、追加輸入を行う等の対策を行った（バターは日本では関税割当制指定物品）。これらの対策の結果、少し時間はかかったもののバター不足は収まった。
その後も年によってはバター不足が散発的に発生し、その都度、緊急輸入が行われた。2016年も深刻なバター不足に陥ったため、農林水産省は2017年度のバター輸入量を前年度比約2倍の13,000トンに設定している。

### 北欧
第一次世界大戦中、中立国のデンマークは交戦国へバターの輸出を強化。この結果、同国では子供を中心に乳脂肪不足による眼球乾燥症が多発した。
ノルウェーやフィンランド等の北欧諸国では2011年秋からバターの供給不足による価格高騰が発生した。当年の夏の長雨が原因で生乳の生産量が落ち込んでバターの供給量が減少。加えて炭水化物抜きダイエット（アトキンスダイエット）の流行が冬場のクリスマスシーズンを直撃したためである。北欧ではクリスマスに大量の焼き菓子を作る風習があることと、高カロリーの食事を摂らないと冬の寒さをしのげないためバターの消費が増加する。これらの国では乳製品市場が特定企業による寡占状態であり、バターの輸入にかかる関税の高さもあって品薄状態が解消される目処が立たっていない。バターを密輸しようとして拘束される者も出た。

## 象徴
西洋では、生活の象徴として「バター」という言葉が用いられることがある。「大砲かバターか」という言葉は軍事（大砲）か生活（バター）のどちらを優先するか、という意味で用いられる。
バターは神聖な、魔術的な食料と見なされていた。民話の赤ずきんがお見舞いにバターの壺を持っていくように、ブルターニュではバターに病気を吸い取る力があるとされ、患者のベッドの傍らにバターを置いた。そして患者が亡くなるとバターも土に埋める風習があった。『リグ・ヴェーダ』では火中にバターを焚き神に祈ったとある。酸敗したヤクのバターから作るチベットのバター茶も神聖な飲み物として飲まれる。
また、脂肪分の多い物の象徴ともなっており、例えば、ペカンは脂肪分の多いナッツが採れることから、「バターの木」と比喩される。
他にも、アボカドは果肉に脂肪分が約16 %も含まれているのが特徴だが、これほど果肉に脂肪が豊富なことは、いわゆる「果物」の範疇に入るものとしては珍しい。このために「バターフルーツ」とも「森のバター」とも比喩される。
日本では、「バター」が西洋風の象徴として扱われ、西洋の物や西洋かぶれの様式、こってりしていてくどい風なもの、さらに転じて派手な色使いのデザインに対して「バタ臭い」と形容することがある。

## 健康
ハーバード大学医学部によると、飽和脂肪酸は脳の健康によくないので、バターはあまり体と脳に良くないとされているが、認知症予防の地中海食の一種であるMINDダイエットでは、バターは飲食物の一部になっている。